# Хайр (футбольный клуб)
«Хайр» (тадж. Хайр Вахдат) — таджикский футбольный клуб из города Вахдат. Основан в 2009 году. В сезоне-2014 клуб стал вице-чемпионом чемпионата Таджикистана.

## История
Футбольный клуб «Хайр» был создан не позднее 2004 года под названием «Вахдат». В 2006 году выступал под названием «Джавони», но позднее снова стал называться «Вахдат».
В середине сезона-2008 получил новое название — «Хайр» в честь своего владельца — бизнесмена Кутбиддина Хайрова. В 2004-2009 годах клуб играл в Первой лиге Таджикистана. В своих первых сезонах был середняком турнира: в 2008 году занял четвёртое место, а в 2009 году — второе.
В сезоне-2010 клуб подал заявление в Федерацию футбола Таджикистана для участия в чемпионате страны. Федерация приняла заявление, и «Хайр Вахдат» стартовал в Высшей лиге. Команда-дебютант заняла сенсационное четвертое место (среди 9 участников).
В сезоне-2011 «Хайр» стал пятым, а в 2012 году вновь занял четвертое место, повторив свой лучший результат на тот момент.
В сезоне-2013 «Хайр» приобрел нескольких опытных местных футболистов, а также из Ирана, и команда стала бронзовым призером чемпионата Таджикистана.
По итогам 2014 года «Хайр» завоевал титул вице-чемпиона Таджикистана. В следующих двух сезонах клуб финишировал на пятой позиции.

## Участие в международных турнирах
Клуб после завоевания серебряных медалей чемпионата Таджикистана в сезоне 2014 года, впервые получил возможность участвовать в Кубке АФК 2015 года. В отборочном турнире, для получения путевки в групповой этап Кубка АФК, «Хайр» дошел лишь до второго раунда отборочного турнира и закончил своё выступление.
| Сезон | Турнир    | Раунд                         | Соперник     | Счет |
| ----- | --------- | ----------------------------- | ------------ | ---- |
| 2015  | Кубок АФК | 1-й раунд отборочного турнира | Шейх Рассел  | 0:1  |
| 2015  | Кубок АФК | 2-й раунд отборочного турнира | Салам Жгарта | 3:0  |

* Жирным выделена победа «Хайр Вахдата».

## Достижения
- Вице-чемпион Таджикистана (1): 2014.
- Бронзовый призер чемпионата Таджикистана (1): 2013.
- Обладатель Кубка ФФТ (1): 2013.

## Главные тренеры
| Период    | Тренер            |
| --------- | ----------------- |
| 2010—2012 | Тохирджон Муминов |
| 2012—2013 | Юсуф Абдуллоев    |
| 2013—2014 | Рустам Ходжаев    |
| 2014      | Пётр Качуро       |
| 2014—2015 | Тохирджон Муминов |
| 2016- н.в | Шариф Назаров     |